# Rhönschaf
Das Rhönschaf ist eine landschaftstypische Schafrasse der Rhön.

## Geschichte und Beschreibung

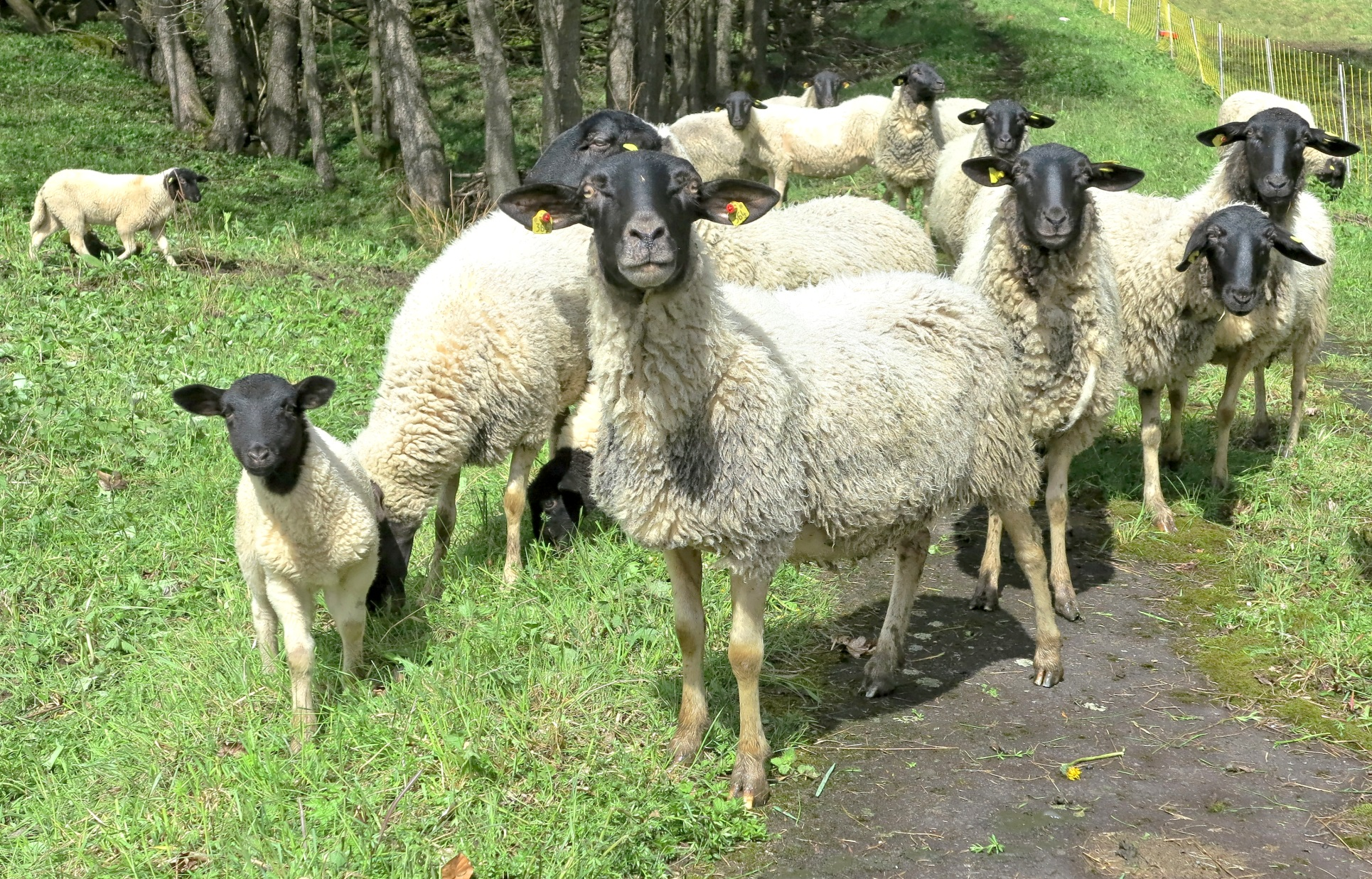
Rhönschafe

Das Rhönschaf ist ein mittelgroßes bis großes, hochbeiniges und hornloses Schaf, das hervorragend an ein raues Mittelgebirgsklima angepasst ist. Kennzeichnend ist der schwarze, bis hinter die Ohren unbewollte Kopf. Sein Fleisch gilt als zart, mild und würzig.
Es gilt als eine der ältesten Nutztierrassen Deutschlands. Ab Ende des 19. Jahrhunderts ging der Rhönschafbestand schnell zurück, bis 1960 nur noch etwa 300 Tiere in Herdenbüchern eingetragen waren. Das Rhönschaf wurde 1991 von der Gesellschaft zur Erhaltung alter und gefährdeter Haustierrassen (GEH) zur Gefährdeten Nutztierrasse des Jahres erklärt. Erst durch gezieltes Marketing und Fördermaßnahmen konnte die Anzahl der Tiere gesteigert werden. Bis zum Jahr 2003 wuchs der Bestand auf 202 Böcke und 6780 Mutterschafe an. Der Bestand hat sich soweit erholt, dass es seit Anfang 2020 von der Roten Liste der vom Aussterben bedrohten Haustiere verschwunden ist.
In den letzten Jahren wurde das Rhönschaf im Zuge des Regionalmarketings in der Rhön zu einem Sympathieträger der Region.